# Olivier Schmitthaeusler
Olivier Schmitthaeusler, né le 26 juin 1970 à Strasbourg, est un évêque catholique français, membre des Missions étrangères de Paris (MEP) et vicaire apostolique de Phnom Penh au Cambodge depuis 2010.

## Repères biographiques
Olivier Schmitthaeusler est le fils de Roland Schmitthaeusler, diacre permanent du diocèse de Strasbourg. Il entre au Grand séminaire de Strasbourg où il poursuit ses études de philosophie et de théologie. De 1991 à 1994, il réside au Japon, dans le cadre d'une coopération avec l'université Saint-Thomas d'Osaka. Il est ordonné prêtre le 28 juin 1998 pour les Missions étrangères de Paris.
Après son ordination, il exerce son ministère au Cambodge où il arrive le 9 novembre 1998. Il est d'abord au service de la zone de Kampot Takeo jusqu'en 2003, puis il est professeur d'histoire de l'Église au séminaire de Phnom-Penh. En 2004, il est nommé directeur de la commission diocésaine pour l'éducation. En 2007, il devient vicaire délégué (vicaire général) du vicariat apostolique de Phnom Penh et en 2008 secrétaire de la conférence épiscopale du Cambodge, responsable de la pastorale des jeunes et des vocations.
Le 24 décembre 2009, il est nommé évêque titulaire (ou in partibus) de Catabum Castra (de) et vicaire apostolique coadjuteur de Phnom Penh au Cambodge,. Il reçoit la consécration épiscopale le 20 mars 2010 des mains de Émile Destombes auquel il succède comme vicaire apostolique le 1er octobre 2010.
Alors qu'Olivier Schmitthaeusler n'a que 55 ans, le pape Léon XIV nomme le 28 juin 2025 le prêtre cambodgien Pierre Suon Hangly comme vicaire apostolique coadjuteur de Phnom Penh. Cette décision aurait été prise à la suite d'alertes au sujet du prélat, dans le contexte des scandales touchant les Missions étrangères de Paris.